# Солчава (община)
Община Солчава (словен. Občina Solčava) — одна з общин в центральній Словенії. Адміністративним центром є місто Солчава.

## Населення
У 2011 році в общині проживало 518 осіб, 259 чоловіків і 259 жінок. Чисельність економічно активного населення (за місцем проживання), 184 осіб. Середня щомісячна чиста заробітна плата одного працівника (EUR), 843,30 (в середньому по Словенії 987.39). Приблизно кожен другий житель у громаді має автомобіль (53 автомобілі на 100 жителів). Середній вік жителів склав 42,8 роки (в середньому по Словенії 41.8). 